# 2021 RW237
2021 RW237 est un objet du disque des objets épars découvert en 2021, mais identifié sur des photos datant de 2019.

## Caractéristiques
Le diamètre de 2021 RW237 est estimé à environ 217 kilomètres.